# 海军收复西沙群岛纪念碑
海军收复西沙群岛纪念碑位于中華人民共和国海南省三沙市，成立于1946年，地处南中国海西沙群岛永兴岛。
海军收复西沙群岛纪念碑树立在永兴岛上的一条道路上。日本在二战期间曾占领西沙群岛，1946年11月23日由中华民国海军舰队收复后立下此碑，但遭入侵的南越军队破坏。中华民国海军将领张君然于1948年3月重立此碑，另一面刻有“南海屏藩”，此碑现已成为西沙群岛的历史见证。
二战期间，日本于1939年3月20日占领西沙群岛。1945年8月日本投降后，中华民国国民政府于1946年9月组织舰艇编队协助广东省政府收复西沙群岛和南海诸岛。1946年11月23日，舰队副指挥官姚汝钰和参谋张君然率“永兴”“中建”两舰进驻西沙永兴岛。1946年11月29日上午，收复西沙群岛的政府官员和舰队官兵在岛上举行了隆重的收复西沙群岛纪念碑揭幕仪式。纪念碑正面刻“卫我南疆”，背面刻“海军收复西沙群岛纪念碑”，旁署“中华民国三十五年十一月二十四日立”字样（该碑后被入侵的南越军队捣毁）。现碑为张君然任第一任海军西沙群岛管理处主任期间，于1948年3月重立。